# I Made Wardana
I Made Kadek Wardana (sinh ngày 31 tháng 12 năm 1981 ở Ubud, Bali) là một cầu thủ bóng đá người Indonesia hiện tại thi đấu cho Bali United ở Indonesia Super League.